# Deana Carter
Pour les articles homonymes, voir Carter.
Deana Kay Carter (née le 4 janvier 1966 à Nashville, États-Unis), est une compositrice et chanteuse américaine de musique country.

## Discographie
Albums
- 1996: Did I Shave My Legs for This?
- 1998: Everything's Gonna Be Alright
- 2001: Father Christmas
- 2002: The Deana Carter Collection
- 2003: I'm Just a Girl
- 2005: The Story of My Life
- 2007: Live in Concert
- 2007: The Chain